# Franz Beyschlag
Franz Beyschlag, född 5 oktober 1856 i Karlsruhe, död 23 juli 1935 i Berlin, var en tysk geolog och bergsman, son till teologen Willibald Beyschlag.
Beyschlag studerade bergsvetenskap i Berlin och Halle an der Saale och anställdes 1883 vid Preussens Geologische Landesanstalt und Bergakademie, där han 1907 avancerade till direktör och chef. Vid Bergsakademien var han verksam som lärare och dessutom ledde han utgivningen av den internationella geologiska kartan över Europa.
Beyschlag utövade ett mångsidigt författarskap, företrädesvis inom den praktiska geologin (bland annat tillsammans med Paul Krusch, Berlin, och Johan Herman Lie Vogt, Trondheim, Die Lagerstätten der nutzbaren Mineralien und Gesteine, andra upplagan 1914–21, tre band) samt var medutgivare av tidskriften "Zeitschrift für praktische Geologie".